# Kanton La Machine
Der Kanton La Machine war von 1973 bis 2015 ein französischer Wahlkreis im Arrondissement Nevers, im Département Nièvre und in der Region Burgund; sein Hauptort war La Machine.
Der sieben Gemeinden umfassende Kanton war 129,4 km² groß und hatte 7364 Einwohner (Stand 2012). 

## Gemeinden
| Gemeinde               | Einwohner Jahr | Fläche km² | Bevölkerungsdichte | Code INSEE | Postleitzahl |
| ---------------------- | -------------- | ---------- | ------------------ | ---------- | ------------ |
| Béard                  | 167 (2013)     | 7,71       | 22 Einw./km²       | 58025      | 58160        |
| Druy-Parigny           | 360 (2013)     | 25,12      | 14 Einw./km²       | 58105      | 58160        |
| La Machine             | 3.435 (2013)   | 17,95      | 191 Einw./km²      | 58151      | 58260        |
| Saint-Léger-des-Vignes | 1.989 (2013)   | 9,18       | 217 Einw./km²      | 58250      | 58300        |
| Saint-Ouen-sur-Loire   | 559 (2013)     | 23,71      | 24 Einw./km²       | 58258      | 58160        |
| Sougy-sur-Loire        | 658 (2013)     | 32,92      | 20 Einw./km²       | 58280      | 58300        |
| Thianges               | 171 (2013)     | 12,8       | 13 Einw./km²       | 58291      | 58260        |

## Bevölkerungsentwicklung
| 1962 | 1968 | 1975 | 1982 | 1990 | 1999 | 2006 |
| ---- | ---- | ---- | ---- | ---- | ---- | ---- |
| 9100 | 9570 | 8731 | 8306 | 8066 | 7505 | 7422 |